# FLNB
La filamina B (FLNB) o proteína de unión a actina 278 es una proteína citoplásmica codificada en humanos por el gen flnB. Regula la comunicación intracelular y la señalización por entrecruzamiento de la actina para permitir la comunicación directa entre la membrana celular y la red del citoesqueleto, con el fin de controlar y guiar adecuadamente el desarrollo del esqueleto.
Mutaciones en el gen flnB se han encontrado implicadas en diversos tipos de osteocondrodisplasias, incluyendo displasia en boomerang, sinostosis espondilocarpotarsal y atelosteogénesis tipo I.

## Interacciones
La proteína FLNB ha demostrado ser capaz de interaccionar con:
- GP1BA[6]
- Filamina[7]
- FBLIM1[8]
- PSEN1[9]
- CD29[10]
- PSEN2[9]